# Liste der namibischen Schwimmrekorde
Namibische Schwimmrekorde sind die Bestleistungen namibischer Schwimmer in einer der Schwimmarten Freistil-, Brust-, Rücken-, Schmetterling- oder Lagenschwimmen. Namibische Rekorde werden für Frauen, Männer und Mixed-Staffeln getrennt für verschiedene Strecken auf der Lang- (50 m) und auf der Kurzbahn (25 m) von der Namibia Aquatics Sports Federation (NASFED) anerkannt.

## Langbahn

### Männer
| Disziplin           | Name                                                                                | Zeit         | Datum             | Veranstaltung                               |
| ------------------- | ----------------------------------------------------------------------------------- | ------------ | ----------------- | ------------------------------------------- |
| 50 m Freistil       | Alexander Skinner                                                                   | 22,69 s      | 3. März 2023      | TYR Pro Swim Series                         |
| 100 m Freistil      | Alexander Skinner                                                                   | 49,97 s      | 9. März 2024      | Afrikaspiele 2023                           |
| 200 m Freistil      | Alexander Skinner                                                                   | 1:52,11 min  | 7. April 2022     | Südafrikanische Schwimmmeisterschaften 2022 |
| 400 m Freistil      | Phillip Seidler                                                                     | 4:04,84 min  | 3. April 2017     | Südafrikanische Schwimmmeisterschaften 2017 |
| 800 m Freistil      | Phillip Seidler                                                                     | 8:25,48 min  | 6. April 2017     | Südafrikanische Schwimmmeisterschaften 2017 |
| 1500 m Freistil     | Phillip Seidler                                                                     | 16:07,86 min | 23. April 2018    | Südafrikanische Schwimmmeisterschaften 2018 |
| 50 m Rücken         | Ronan Wantenaar                                                                     | 26,99 s      | 22. August 2019   | Jugend-Schwimmweltmeisterschaften 2019      |
| 100 m Rücken        | Ronan Wantenaar                                                                     | 57,75 s      | 20. August 2019   | Jugend-Schwimmweltmeisterschaften 2019      |
| 200 m Rücken        | Lushano Lamprecht                                                                   | 2:05,88 min  | 22. August 2014   | Olympische Jugend-Sommerspiele 2014         |
| 50 m Brust          | Ronan Wantenaar                                                                     | 26,94 s      | 29. Juli 2025     | Schwimmweltmeisterschaften 2025             |
| 100 m Brust         | Ronan Wantenaar                                                                     | 1:03,04 min  | 21. August 2022   | Afrikanische Schwimmmeisterschaften 2022    |
| 200 m Brust         | Ronan Wantenaar                                                                     | 2:15,52 min  | 11. März 2024     | Afrikaspiele 2023                           |
| 50 m Schmetterling  | Alexander Skinner                                                                   | 25,57 s      | 4. März 2023      | TYR Pro Swim Series                         |
| 100 m Schmetterling | Günther Streit                                                                      | 56,74 s      | Mai 2004          | Afrikanische Schwimmmeisterschaften 2004    |
| 200 m Schmetterling | Günther Streit                                                                      | 2:08,88 min  | Mai 2004          | Afrikanische Schwimmmeisterschaften 2004    |
| 200 m Lagen         | Ronan Wantenaar                                                                     | 2:07,47 min  | 20. August 2019   | Jugend-Schwimmweltmeisterschaften 2019      |
| 400 m Lagen         | Oliver Durand                                                                       | 4:32,04 min  | 12. März 2024     | Afrikaspiele 2023                           |
| 4 × 50 m Freistil   | Namibia (Xander Skinner, Lushano Lamprecht, Christiaan Lamprecht, Nicolai Flemming) | 1:37,70 min  | 10. Dezember 2014 | Region-V-Jugendspiele 2014                  |
| 4 × 100 m Freistil  | Namibia (Christiaan Lamprecht, Lushano Lamprecht, Xander Skinner, Nicolai Flemming) | 3:41,30 min  | 10. Dezember 2014 | Region-V-Jugendspiele 2014                  |
| 4 × 200 m Freistil  | Namibia (Nicolai Flemming, Phillip Seidler, Lushano Lamprecht, Xander Skinner)      | 8:05,60 min  | 28. August 2015   | Jugend-Schwimmweltmeisterschaften 2015      |
| 4 × 50 m Lagen      | Namibia (José Canjulo, Ronan Wantenaar, Lushano Lamprecht, Brave Magongo)           | 1:49,73 min  | 24. Februar 2022  | Namibische Schwimmmeisterschaften 2022      |
| 4 × 100 m Lagen     | Namibia (Ronan Wantenaar, Arthur Loftie-Eaton, Armin Oberholster, Dewald Nell)      | 4:09,28 min  | 14. Dezember 2016 |                                             |

### Frauen
| Disziplin           | Name                | Zeit         | Datum             | Veranstaltung                          |
| ------------------- | ------------------- | ------------ | ----------------- | -------------------------------------- |
| 50 m Freistil       | Monica Dahl         | 26,76 s      | 26. Juli 1996     | Olympische Sommerspiele 1996           |
| 100 m Freistil      | Monica Dahl         | 57,63 s      | 1996              |                                        |
| 200 m Freistil      | Sonja Adelaar       | 2:09,58 min  | 20. August 2014   | Olympische Jugend-Sommerspiele 2014    |
| 400 m Freistil      | Anita Kruger        | 4:33,47 min  | 1996              |                                        |
| 800 m Freistil      | Anita Kruger        | 9:25,14 min  | 1996              |                                        |
| 1500 m Freistil     | Anita Kruger        | 18:34,94 min |                   |                                        |
| 50 m Rücken         | Jessica Humphrey    | 29,95 s      | 7. April 2024     | Namibische Schwimmmeisterschaften 2024 |
| 100 m Rücken        | Zanré Oberholzer    | 1:03,36 min  | 29. Juli 2013     | Schwimmweltmeisterschaften 2013        |
| 200 m Rücken        | Zanré Oberholzer    | 2:14,52 min  | 2. August 2013    | Schwimmweltmeisterschaften 2013        |
| 50 m Brust          | Daniela Lindemeier  | 32,69 s      | 8. September 2015 | Afrikaspiele 2015                      |
| 100 m Brust         | Daniela Lindemeier  | 1:11,31 min  | 9. September 2015 | Afrikaspiele 2015                      |
| 200 m Brust         | Daniela Lindemeier  | 2:33,42 min  | 7. September 2015 | Afrikaspiele 2015                      |
| 50 m Schmetterling  | Reza Westerduin     | 29,35 s      | 10. März 2024     | Afrikaspiele 2023                      |
| 100 m Schmetterling | Monica Dahl         | 1:04,26 min  | 1994              |                                        |
| 200 m Schmetterling | Dorothea Neumeister | 2:25,92 min  | 1981              |                                        |
| 200 m Lagen         | Sonja Adelaar       | 2:22,54 min  | 17. August 2014   | Olympische Jugend-Sommerspiele 2014    |
| 400 m Lagen         | Dorothea Neumeister | 5:05,80 min  | 1981              |                                        |
| 4 × 100 m Freistil  | Südwestafrika       | 4:11,33 min  | 1980              |                                        |
| 4 × 200 m Freistil  | Namibia             | 9:08,62 min  | 1992              |                                        |
| 4 × 100 m Lagen     | Südwestafrika       | 4:45,14 min  | 1980              |                                        |

### Mixed
| Disziplin          | Name                                                                           | Zeit        | Datum         | Veranstaltung     |
| ------------------ | ------------------------------------------------------------------------------ | ----------- | ------------- | ----------------- |
| 4 × 50 m Freistil  | Namibia (Antonia Roth, Kiara Schatz, Jörn Diekmann, Xander Skinner)            | 1:50,14 min | 23. Mai 2014  |                   |
| 4 × 100 m Freistil | Namibia (Xander Skinner, Oliver Durand, Jessica Humphrey, Molina Smalley)      | 3:43,88 min | 9. März 2024  | Afrikaspiele 2023 |
| 4 × 50 m Lagen     | Namibia (Zanré Oberholzer, Nicolai Flemming, Lushano Lamprecht, Sonja Adelaar) | 1:56,91 min | 23. Mai 2014  |                   |
| 4 × 100 m Lagen    | Namibia (Jose Canjulo, Ronan Wanternaar, Reza Westerduin, Trisha Mutumbulua)   | 4:13,50 min | 10. März 2024 | Afrikaspiele 2023 |

## Kurzbahn

### Männer
| Disziplin           | Name              | Zeit         | Datum              | Veranstaltung                          |
| ------------------- | ----------------- | ------------ | ------------------ | -------------------------------------- |
| 50 m Freistil       | Xander Skinner    | 21,85 s      | 16. Dezember 2022  | Kurzbahnweltmeisterschaften 2022       |
| 100 m Freistil      | Xander Skinner    | 40,40 s      | 20. Dezember 2021  | Kurzbahnweltmeisterschaften 2021       |
| 200 m Freistil      | Xander Skinner    | 1:47,66 min  | 17. Dezember 2021  | Kurzbahnweltmeisterschaften 2021       |
| 400 m Freistil      | Phillip Seidler   | 4:57,94 min  | 19. September 2019 | Namibische Schwimmmeisterschaften 2019 |
| 800 m Freistil      | Phillip Seidler   | 8:10,69 min  | 6. November 2020   | NASU Short Course Gala                 |
| 1500 m Freistil     | Phillip Seidler   | 15:35,99 min | 19. September 2019 | Namibische Schwimmmeisterschaften 2019 |
| 50 m Rücken         | Ronan Wantenaar   | 25,76 s      | 1. September 2021  | Republic of Tatarstan Gala 2021        |
| 100 m Rücken        | Ronan Wantenaar   | 56,97 s      | 1. September 2021  | Republic of Tatarstan Gala 2021        |
| 200 m Rücken        | Lushano Lamprecht | 2:02,92 min  | 19. Juli 2014      |                                        |
| 50 m Brust          | Ronan Wantenaar   | 27,54 s      | 17. Dezember 2022  | Kurzbahnweltmeisterschaften 2022       |
| 100 m Brust         | Ronan Wantenaar   | 1:00,35 min  | 14. Dezember 2022  | Kurzbahnweltmeisterschaften 2022       |
| 200 m Brust         | Ronan Wantenaar   | 2:13,17 min  | 23. Dezember 2023  | Thailand Age Group Championships       |
| 50 m Schmetterling  | Xander Skinner    | 24,82 s      | 5. November 2022   | Schwimm-Weltcup 2022                   |
| 100 m Schmetterling | Ronan Wantenaar   | 56,41 s      | 19. September 2019 | Namibische Schwimmmeisterschaften 2019 |
| 200 m Schmetterling | Corneé le Roux    | 2:07,36 min  | 21. März 2018      | CANA Zone IV Championships             |
| 100 m Lagen         | Ronan Wantenaar   | 56,82 s      | 1. September 2021  | Republic of Tatarstan Gala             |
| 200 m Lagen         | Ronan Wantenaar   | 2:02,09 min  | 21. Dezember 2023  | Thailand Age Group Championships       |

### Frauen
| Disziplin           | Name                                                                        | Zeit        | Datum              | Veranstaltung                          |
| ------------------- | --------------------------------------------------------------------------- | ----------- | ------------------ | -------------------------------------- |
| 50 m Freistil       | Christine Briedenhann                                                       | 26,82 s     | 18. Dezember 2010  | Kurzbahnweltmeisterschaften 2010       |
| 100 m Freistil      | Sonja Adelaar                                                               | 57,58 s     | 4. Dezember 2014   | Kurzbahnweltmeisterschaften 2014       |
| 200 m Freistil      | Jonay Briedenhann                                                           | 2:07,53 min | 13. April 2008     | Kurzbahnweltmeisterschaften 2008       |
| 400 m Freistil      | Christine Minders                                                           | 4:36,07 min | 17. Oktober 2009   | Schwimm-Weltcup 2009                   |
| 50 m Rücken         | Zanré Oberholzer                                                            | 28,80 s     | 6. Dezember 2014   | Kurzbahnweltmeisterschaften 2014       |
| 100 m Rücken        | Zanré Oberholzer                                                            | 1:00,90 min | 3. Dezember 2014   | Kurzbahnweltmeisterschaften 2014       |
| 200 m Rücken        | Zanré Oberholzer                                                            | 2:10,95 min | 5. Dezember 2014   | Kurzbahnweltmeisterschaften 2014       |
| 50 m Brust          | Daniela Lindemeier                                                          | 33,18 s     | 3. Dezember 2014   | Kurzbahnweltmeisterschaften 2014       |
| 100 m Brust         | Daniela Lindemeier                                                          | 1:10,79 min | 5. Dezember 2014   | Kurzbahnweltmeisterschaften 2014       |
| 200 m Brust         | Antonia Roth                                                                | 2:34,33 min | 7. Dezember 2014   | Kurzbahnweltmeisterschaften 2014       |
| 50 m Schmetterling  | Jonay Briedenhann                                                           | 29,75 s     | 17. Juli 2009      | Namibische Schwimmmeisterschaften 2009 |
| 100 m Schmetterling | Jonay Briedenhann                                                           | 1:06,29 min | 28. September 2006 |                                        |
| 100 m Lagen         | Sonja Adelaar                                                               | 1:04,73 min | 4. Dezember 2014   | Kurzbahnweltmeisterschaften 2014       |
| 200 m Lagen         | Sonja Adelaar                                                               | 2:19,33 min | 64. Dezember 2014  | Kurzbahnweltmeisterschaften 2014       |
| 400 m Lagen         | Antonia Roth                                                                | 4:57,68 min | 3. Dezember 2014   | Kurzbahnweltmeisterschaften 2014       |
| 4 × 100 m Lagen     | Namibia (Zanré Oberholzer, Daniela Lindemeier, Sonja Adelaar, Antonia Roth) | 4:20,81 min | 7. Dezember 2014   | Kurzbahnweltmeisterschaften 2014       |

### Mixed
| Disziplin          | Name                                                         | Zeit        | Datum              | Veranstaltung |
| ------------------ | ------------------------------------------------------------ | ----------- | ------------------ | ------------- |
| 4 × 50 m Freistil  | Namibia (Byron Briedenhann, A. Ray, S. Van Zijl, A. Van Wyk) | 1:42,86 min | 18. September 2009 |               |
| 4 × 100 m Freistil | Namibia (C. Le Roux, V. Botha, M. Smalley, Xander Skinner)   | 3:55,65 min | 12. Juli 2019      |               |